# Кугуль
Кугу́ль (рос. Кугуль, башк. Күгел) — присілок у складі Благоварського району Башкортостану, Росія. Входить до складу Танівської сільської ради.
Населення — 71 особа (2010; 97 в 2002).
Національний склад:
- башкири — 85 %

В присілку народився башкирський живописець Касім Давлеткільдеєв (1887-1947).